# Angiola Baggi
Angiola Baggi, née le 30 novembre 1946 à Monselice dans la  province de Padoue en Italie, est une actrice et doubleuse de voix italienne.

## Filmographie

### Au cinéma
- 1989 :  Storia di ragazzi e di ragazze (« Histoire de garçons et de filles ») de Pupi Avati
- 1989 :  Una prova d'innocenza
- 1992 :  Processo di famiglia
- 1994 : Dichiarazioni d'amore de Pupi Avati
- 1995 : Io e il re de Lucio Gaudino
- 1997 : Farfalle de Roberto Palmerini

### À la télévision
- La bella addormentata (Série télévisée RAI, 1963)
- Il segno del comando (Série télévisée RAI 1971)
- I demoni (série RAI, regia di Sandro Bolchi)
- La donna di picche (miniserie televisiva RAI, regia di Leonardo Cortese)
- Dedicato ad un bambino (Série RAI, de Gianni Bongioanni)
- Dedicato ad un pretore (série RAI, de Dante Guardamagna)
- Dedicato ad una coppia (série RAI, de Dante Guardamagna)
- La contessina Mitzi (série RAI, de A. Frazzi)
- Giallo sera (série RAI, de Mario Caiano)
- Processo di famiglia (série Rai 1991, de Nanni Fabbri)
- Diagnosi (série, 1975)
- Aut aut. Cronaca di una rapina, de Silvio Maestranzi (1976)
- Una prova d'innocenza (série, 1990)
- Don Fumino (série Rai 1 1993)
- Cronaca nera (fiction, Rai 2 1998)
- Il teatro e il mistero (anthologie théâtrale de Nanni Fabbri)
- Caro domani (soap opera Sat2000, 1999, de M.A. Avati)
- Incantesimo 3 (Rai 1, 2000)
- Incantesimo 4 (Rai 1, 2001)
- Stiamo bene insieme (Rai 1, 2002)
- Cuori rubati (Rai 2, 2002-2003
- Incantesimo 6 (Rai 2, 2003)
- Un medico in famiglia (Rai 1, 2016)